# 奥塔哥大区
奥塔哥大区，位于新西兰南岛东南部，面積約12,000平方公里，是全國第二大地區。奥塔哥首府是達尼丁。旅遊名城皇后鎮亦在此區內。
位於區內的奥塔哥大学（University of Otago）是全國第一家大學，創立於1869年。
奥塔哥中部是釀酒區，出產由黑比諾、莎當妮、雷司令等葡萄釀製的紅酒與白酒。

## 政治

### 本地政府
奥塔哥大区政府位于但尼丁。
奥塔哥大区有五个郡：
- 皇后镇-湖区郡（Queenstown-Lakes District）
- 中奥塔哥郡（英语：Central Otago District）
- 但尼丁郡（Dunedin City）
- 怀塔基郡（英语：Waitaki District）
- 克鲁萨郡（英语：Clutha District）

## 经济
奥塔哥大区2003年GDP达到54.11亿美元，相当于新西兰当年4%的GDP。